# Caroline Stanhope, Condessa de Harrington
Caroline Stanhope (nascida Caroline FitzRoy; Londres, 8 de abril de 1722 –  Kensington, 26 de junho de 1784) foi uma nobre e Demi-mondaine britânica. Ela foi condessa de Harrington pelo seu casamento com William Stanhope, 2.º Conde de Harrington.
Uma bisneta do rei Carlos II de Inglaterra, após ser ostracizada do grupo social The Female Coterie, ela fundou um novo grupo chamado The New Female Coterie, um grupo de cortesãs e de "mulheres do mundo", que se encontravam num bordel. Devido a sua infidelidade e bissexualidade, ficou conhecida como a "Messalina do estábulo." A sua vida de aventureira é normalmente comparada com a de sua nora, Jane Fleming, que era vista como um membro respeitável da sociedade britânica.

## Família
Caroline foi a primeira filha e quinta criança nascida de Charles FitzRoy, 2.º Duque de Grafton e de Henrietta Somerset.
Os seus avós paternos eram Henry FitzRoy, 1.º Duque de Grafton e Isabella Bennet, Condessa de Arlington. Os seus avós paternos eram Charles Somerset, Marquês de Worcester e Rebecca Child. Caroline era também bisneta paterna do rei Carlos II de Inglaterra, e de sua amante, Barbara Palmer, 1.ª Duquesa de Cleveland.
Ela teve quatro irmãos mais velhos: Charles Henry, que morreu com um ano de idade; George FitzRoy, Conde de Euston, marido de Dorothy Boyle; o Lorde Augustus FitzRoy, capitão da Marinha Real, e serviu durante a Guerra de Sucessão Austríaca, e também participou do Cerco de Cartagena das Índias, casado com Elizabeth Cosby, e Charles, que morreu aos 21 anos. Também teve duas irmãs mais novas: Harriet, que morreu cedo e não se casou, e Isabella, esposa de Francis Seymour-Conway, 1.º Marquês de Hertford. 
Seu pai também teve um filho ilegítimo com uma mulher de nome desconhecido, que era Charles FitzRoy-Scudamore, marido de Frances Scudamore.

## Biografia
Aos 24 anos de idade, Caroline se casou com William Stanhope, de 26 anos, na data de 11 de agosto de 1746. Ele era filho de William Stanhope, 1.º Conde de Harrington e de Anne Griffith. Juntos, tiveram sete filhos, cinco meninas e dois meninos. William sucedeu ao título de conde de Harrington em 1756.
Tanto Caroline quanto William eram conhecidos por seus casos extraconjugais, e William era conhecido, devido ao seu apetite sexual, como "Bode de qualidade" e Lord Fumble. Apesar da infidelidade mútua, eles escolheram permanecer casados para evitar o escândalo de um divórcio.
Supostamente, a condessa de Harrington era bissexual, e tinha amantes do sexo masculino e feminino. Quando jovem, ela tinha tido um caso apaixonado com Elizabeth Ashe; pessoas da época, porém, julgavam se tratar apenas de uma amizade intensa. A dupla unida se tornou um trio quando Caroline e Elizabeth passaram a ter uma amizade íntima com Elizabeth Chudleigh, também conhecida por sua reputação escandalosa. Em 1751, contudo, Elizabeth Ashe fugiu para se casar com o diplomata Edward Wortley Montagu, o que deixou a condessa de Harrington bastante devastada.
Devido à sua reputação de adúltera na sociedade, Caroline foi ostracizada da panelinha das mulheres (Female Coterie), um grupo social da elite, associado ao Almack's, para membros da alta sociedade de Londres. Por sua vez, ela criou outro grupo similar, a nova panelinha feminina (The New Female Coterie), o qual incluía outros membros da classe alta que foram rejeitados pela alta sociedade em razão de suas reputações, especialmente mulheres que eram culpadas de cometer adultério. As reuniões ocorriam em um bordel, cuja proprietária era Sarah Prendergast. Seymour Fleming, a Senhora Worsley, irmã da nora da condessa de Harrington, Jane, era um dos membros do clube, assim como a Senhora Grosvenor, Catherine Newton e Penelope, Viscondessa Ligonier.
Caroline recebeu o apelido de "Messalina de estábulo" da imprensa, com a intenção de transmitir o seu ardor, vigor e entusiasmo no quarto. O nome fazia referência à imperatriz romana, esposa de Cláudio, que tinha reputação de ser promíscuo. Já estábulo era devido ao fato de que a residência dos condes de Harrington, em St. James's Park, ficava localizada próxima a um estábulo. Ela era retratada na mídia como uma ninfomaníaca de "obscenidade altamente refinada". O tabloide londrino da época,Town and Country Magazine, publicou uma matéria no qual acusava Caroline de ter dormido com todos os escalões da sociedade, "desde um monarca até uma cabelereira, e todos os membros da equipe diplomática (que supostamente eram os seus favoritos)", assim como um soberano nórdico, e vários de seus próprios servos.
Caroline também era conhecida pelo sua beleza e seu amor às joias. A condessa apareceu na coroação do rei Jorge III do Reino Unido "coberta de todos os diamantes que pôde emprestar, alugar, ou confiscar", e era "a figura mais sofisticada à distância." Conhecida pelo seu apetite sexual insaciável e voraz, ela foi o assunto de muita fofoca por parte de Horace Walpole.
O novo grupo liderado por Caroline também era frequentado pelo seu próprio marido, William, descrito como "tão libidinoso quanto um macaco". O grupo se reunia uma vez por mês no bordel, para bater papo e se embebedar, e além disso, servia para as senhoras escolherem seus amantes, e ganharem um dinheiro extra com isso. O conde de Harrington comparecia ao local quatro vezes na semana, sem falta. Porém, após se entediar com as mesmas mulheres residentes da casa, ele pediu para a dona, Sarah Prendergarst, lhe arrumar novas prostitutas. As escolhidas foram duas moças conhecidas como "Country Bet" e "Black Susan", que trabalhavam em um bordel vizinho administrado pela Mãe Butler. William passou várias horas na companhia das duas, e tentou se livrar delas com apenas uma quantia mísera de 3 guineas, um valor muito abaixo da média. A comissão de Mãe Butler seria, portanto, apenas de 25 centavos, o que não seria suficiente pelo serviço prestado.
Quando as moças voltaram ao bordel, elas foram acusadas pela madame Butler de tentar enganá-la, e como compensação, a dona do bordel confiscou seus melhores vestidos, pois não acreditava que o pagamento poderia ter sido tão baixo. Como retaliação, as jovens acusaram a cafetina de furto, e a toda a situação saiu de controle, indo parar no tribunal e nos jornais. No tribunal foram lidos testemunhos declarando que o conde de Harrington sempre visitava o bordel da senhora Prendergarst, todos os domingos, segundas, quartas e sextas, e que era de praxe que o nobre solicitasse duas garotas, todas as vezes. Todo o escândalo foi parar nos jornais Morning Post e Morning Herald, o que levou o conde, furioso, a tentar comprar todas as cópias que mencionavam o seu nome. Ele exigiu que Sarah Predengarst lhe ajudasse na tarefa, e assim, a senhora enviou seis garotas para comprar todos os jornais que pudessem achar. Contudo, elas não foram capaz de comprar os que já estavam em circuação em vários clubes, cafeterias e tavernas que possuíam um estoque, então, essas cópias foram simplesmente roubadas. Ciente de quanto dinheiro William tinha gasto no seu estabelecimento, Sarah também pagou 5 guineas à Country Beat e Black Susan, cada, para retirar as acusações, e desistir do processo no tribunal. Além disso, para garantir que o restante de sua clientela não abandonasse, ela escreveu cartas para todos os seus clientes, lhes assegurando que sua anonimidade estava segura, e que nada assim voltaria a acontecer.
O conde de Harrington tinha ficado deprimido devido ao caso público, mas, quando ele recebeu o relatório da Sra. Predengarst, ele se apressou em encontrar-se com a madame. Alegre com a notícia de seu sucesso, ele jogou as cópias dos jornais num fogueira, e comprou cerveja Porter para todas as suas vizinhas. Uma pessoa escreveu sobre o episódio: "Muitas pessoas acharam que alguma notícia importante tinha chegado. Que nós tínhamos ou derrotado por completo Washington, ou derrotado a frota inteira de d'Orvilliers."
A condessa de Harrington faleceu em 26 de junho de 1784, aos 62 anos de idade, alguns anos após a morte do marido, em 1779. Ela foi enterrada no cemitério de St Mary Abbots, no bairro londrino de Kensington.

## Descendência
- Caroline Stanhope (11 de março de 1747 – 9 de fevereiro de 1767), foi esposa de Kenneth Mackenzie, futuro 1.° Conde de Seaforth, com quem teve uma filha;
- Isabella Stanhope (c. 1748 – 29 de janeiro de 1819), foi esposa de William Molyneux, 2.º Conde de Sefton, com quem teve um filho;
- Amelia Stanhope (24 de maio de 1749 – 5 de setembro de 1780), foi esposa de Richard Barry, 6.° Conde de Barrymore, com quem teve quatro filhos;
- Charles Stanhope, 3.° Conde de Harrington (17 de março de 1753 – 5 de setembro de 1829), sucessor do pai, foi condestável e governador do Castelo de Windsor de 1812 a 1829. Foi casado com Jane Fleming, com quem teve dez filhos;
- Henry FitzRoy Stanhope (1754 – 20 de agosto de 1828), foi marido de Elizabeth Falconer, com quem teve dois filhos;
- Henrietta Stanhope (c. 1756 – 2 de janeiro de 1781), esposa de Thomas Foley, 2.° Barão Foley de Kidderminster, com quem teve dois filhos;
- Anna Maria Stanhope (c. 1760 – 18 de outubro de 1834), esposa de Thomas Pelham-Clinton, 3.º Duque de Newcastle-under-Lyne, com quem teve quatro filhos.

## Na cultura popular
A condessa de Harrington é tema de vários livros:
- In Bed with the Georgians: Sex, Scandal & Satire in the 18th Century de Mike Rendell.
- The Lady in Red: An Eighteenth-Century Tale of Sex, Scandal, and Divorce de Hallie Rubenhold.
- Through the Keyhole: Sex, Scandal and the Secret Life of the Country House de Susan Law.